# Eloeophila punctulata
Eloeophila punctulata is een tweevleugelige uit de familie steltmuggen (Limoniidae). De soort komt voor in het Palearctisch gebied.